# Arena da Amazônia
L'Arena da Amazônia est un stade situé à Manaus, capitale de l'État d'Amazonas au Brésil. Construit en remplacement du Vivaldão, il accueille en 2014 des rencontres de la Coupe du monde. Il peut contenir 42 374 spectateurs

## Histoire
En raison de ses frais d'entretien élevés et de son manque d'utilisation continue, cette infrastructure est depuis peu exploitée, il s'agit donc d'un « éléphant blanc ».

## Événements
- Coupe du monde de football de 2014
- Football aux Jeux olympiques d'été de 2016
- Finale de la Copa Libertadores féminine 2018

### Coupe du monde de football de 2014
L'Arena da Amazônia accueille des rencontres de la Coupe du monde de football de 2014.
| Date         | Heure (UTC−4) | Équipe 1   | Équipe 2 | Résultat | Buteurs                          | Tour               | Affluence |
| ------------ | ------------- | ---------- | -------- | -------- | -------------------------------- | ------------------ | --------- |
| 14 juin 2014 | 18:00         | Angleterre | Italie   | 1 – 2    | Sturridge - Marchisio, Balotelli | 1er tour, groupe D | 39 800    |
| 18 juin 2014 | 18:00         | Cameroun   | Croatie  | 0 – 4    | Olić, Mandžukić (X2), Perišić    | 1er tour, groupe A | 39 982    |
| 22 juin 2014 | 18:00         | États-Unis | Portugal | 2 – 2    | Jones, Dempsey - Nani, Varela    | 1er tour, groupe G | 40 123    |
| 25 juin 2014 | 16:00         | Honduras   | Suisse   | 0 – 3    | Shaqiri (X3)                     | 1er tour, groupe E | 40 322    |

## Galerie

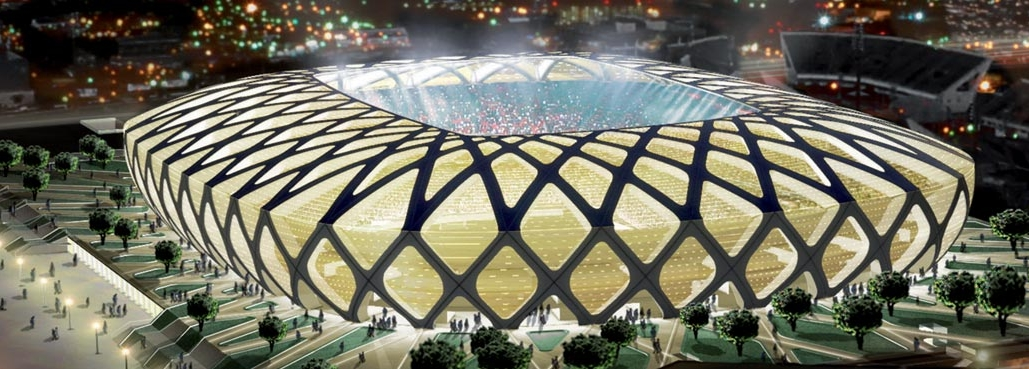
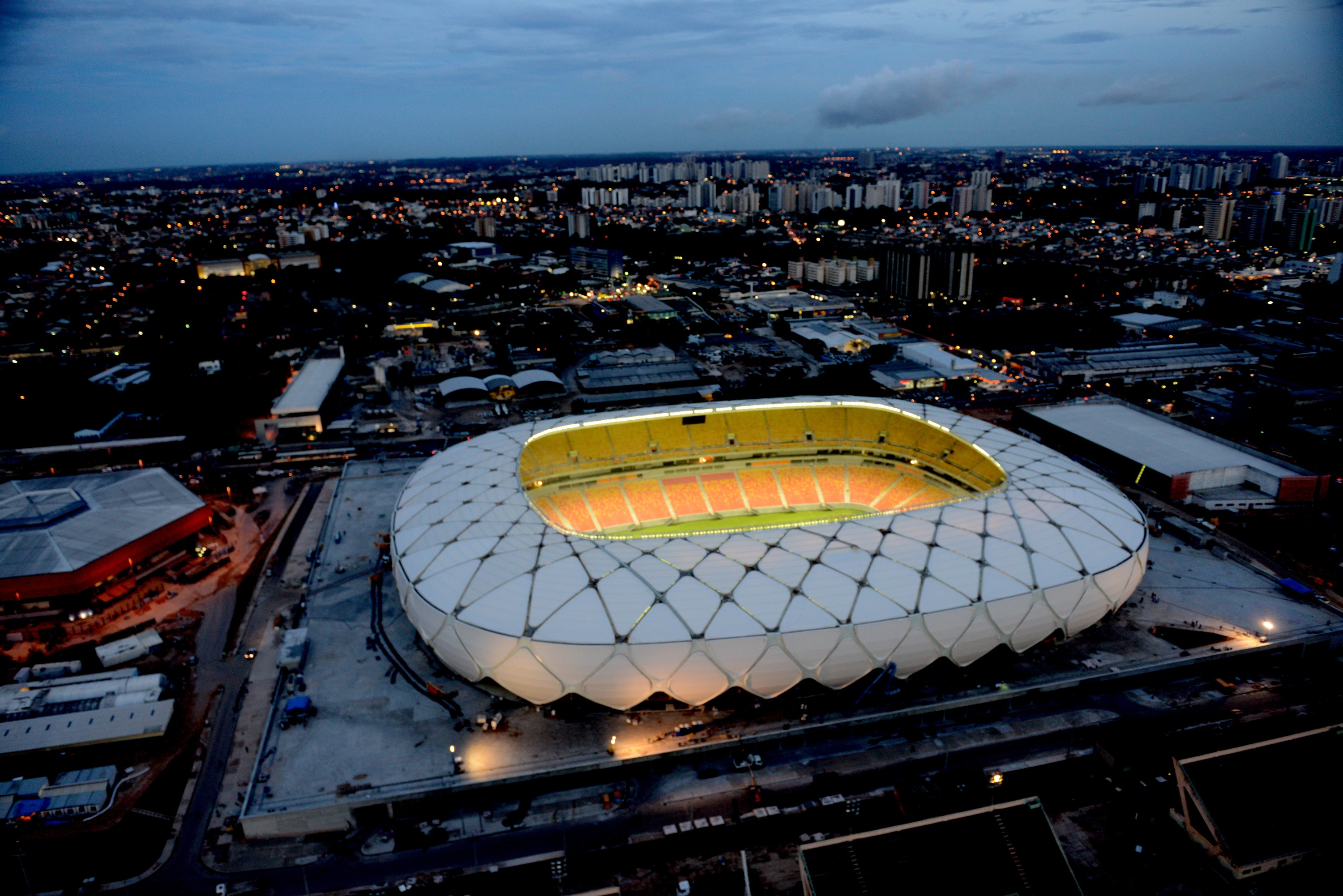
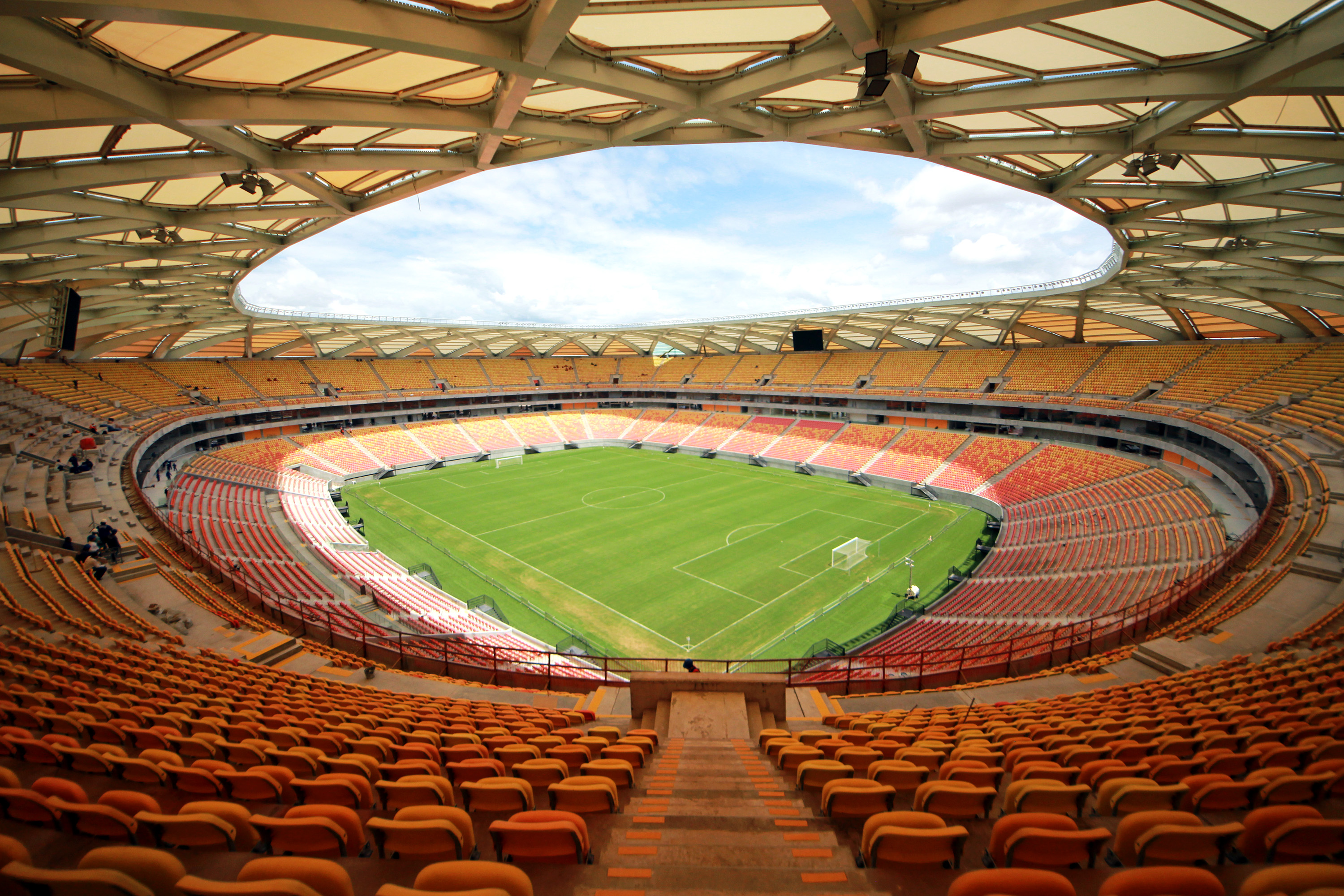